# Alberto Pellegrini (schermidore 1970)
Andrea Alberto Pellegrini (Civitavecchia, 22 dicembre 1970) è uno schermidore e cestista italiano.
Gareggia sulla sedia a rotelle dopo aver subito un'amputazione a seguito di un incidente ferroviario. È un atleta eclettico, capace di cimentarsi con successo in tutte le armi della scherma (fioretto, sciabola, spada).
Inoltre compete anche nel campionato italiano di Pallacanestro in carrozzina, nel quale veste la maglia del Santa Lucia Sport Roma; in questo sport conta anche due partecipazioni paralimpiche: nel 2004 ad Atene e nel 2012 a Londra.
Ha partecipato a cinque edizioni dei Giochi paralimpici, vincendo complessivamente nove medaglie.

## Palmarès

### Scherma in carrozzina
- Giochi Paralimpici
  - Atlanta 1996: argento fioretto individuale - spada individuale, Spada a squadre; bronzo: fioretto a squadre;
  - Sydney 2000: argento fioretto individuale, bronzo fioretto a squadre - spada individuale
  - Atene 2004: oro sciabola individuale
  - Pechino 2008: bronzo sciabola individuale
- Campionati mondiali
  - Euschirchenb 1998: argento spada individuale; bronzo fioretto individuale e a squadre;
  - Coppa del mondo di scherma in carrozzina 1999: oro fioretto individuale;
  - Coppa del mondo di scherma in carrozzina 2004: oro fioretto individuale;
  - Torino 2006: argento sciabola individuale e fioretto a squadre;
  - Eger 2015: argento sciabola a squadre;
  - Roma 2017: oro, sciabola a squadre;
- Campionati europei
  - Blakpool 1995: argento spada a squadre;
  - Varsavia 1999: oro fioretto individuale, argento fioretto a squadre e spada individuale;
  - Parigi 2003: oro Fioretto individuale, argento fioretto a squadre, sciabola a squadre;
  - Madrid 2005: oro Sciabola individuale, argento sciabola a squadre, bronzo fioretto a squadre e individuale;
  - Varsavia 2007: argento fioretto individuale e a squadre;

### Pallacanestro in carrozzina
Squadra nazionale italiana
- 2003 - Medaglia d'oro ai Campionati europei a Sassari;
- 2005 - Medaglia d'oro ai Campionati europei a Parigi;
- 2009 - Medaglia d'oro ai Campionati europei a Adana, Turchia;

Squadra di Club - Santa Lucia Sport Roma
- 1998 - Coppa dei Campioni a Battipaglia;
- 2003 - Coppa dei Campioni a Manchester;
- 2007 - Coppa dei Campioni a Wetzlar, Germania;

## Onorificenze
- 1993 - Medaglia di bronzo - campione italiano Scherma, spada individuale;[3]
- 1995 - Medaglia di bronzo - 2º classificato nel campionato europeo di Scherma, spada a squadre;[3]
- 1996 - Medaglia d'oro - 2º classificato alle Olimpiadi, Scherma, spada e fioretto individuale;[3]
- 1996 - Medaglia d'argento - 3º classificato alle Olimpiadi;[3]
- 1998 - Medaglia d'argento - 2º classificato al campionato mondiale, Scherma, spada individuale e fioretto individuale, fioretto a squadre;[4]
- 1999 - Medaglia di bronzo - 2º classificato nel campionato europeo di Scherma, spada e fioretto a squadre;[3]
- 1999 - Medaglia d'argento- campione europeo Scherma, fioretto;[3]
- 2000 - Medaglia d'argento - 3º classificato alle Olimpiadi, fioretto a squadre;[3]
- 2000 - Medaglia d'oro - 2º classificato alle Olimpiadi, Scherma, fioretto individuale;[3]
- 2000 - Medaglia di bronzo - 7º classificato alle Olimpiadi, Scherma, spada a squadre;[3]
- 2003 - Medaglia di bronzo - 2º classificato nel campionato europeo, Scherma, fioretto e sciabola a squadre;[3]
- 2003 - Medaglia d'argento - campione europeo Pallacanestro e fioretto individuale;[3]
- 2004 - Collare Atleti - campione paralimpico, Scherma, sciabola individuale;[3]